# TechnipFMC
TechnipFMC — международная нефтесервисная компания, зарегистрирована в Англии, основной операционный центр находится в Хьюстоне (штат Техас). Создана в 2017 году слиянием FMC Technologies и Technip. В списке крупнейших компаний мира Forbes Global 2000 за 2021 год занимала 1578-е место.

## История
Technip была основана в Париже в 1958 году Французским институтом нефти. В 1970-х годах развилась в научно-строительную группу с широкой географией деятельности.
FMC Technologies возникла в 2000 году отделением подразделения оборудования для нефтедобычи корпорации FMC.
В марте 2015 года американская компания FMC Technologies создала с французской Technip совместное предприятие по подводному бурению скважин Forsys Subsea. В мае 2016 года было достигнуто соглашение о слиянии основных компаний в TechnipFMC; слияние было окончательно оформлено в январе 2017 года, акции TechnipFMC начали котироваться на Нью-Йоркской фондовой бирже и на парижской площадке Euronext. В феврале 2021 года была отделена компания Technip Energies, занимающаяся проектированием и строительством нефтеперерабатывающих заводов. В феврале 2022 года акции TechnipFMC были сняты с листинга на бирже Euronext.

## Деятельность
Основные подразделения по состоянию на 2021 год:
- Подводная добыча — проектирование, строительство и обслуживание инфраструктуры для морской добычи нефти и газа (платформы и трубопроводы); выручка 5,33 млрд долларов.
- Наземная добыча — проектирование, строительство и обслуживание инфраструктуры для наземной добычи нефти и газа; выручка 1,08 млрд долларов.

.
Выручка за 2021 год составила 6,413 млрд долларов, её распределение по странам: США — 1,137 млрд долларов, Норвегия — 980 млн долларов, Бразилия — 768 млн долларов, Великобритания — 543 млн долларов, Мозамбик — 472 млн долларов, Австралия — 420 млн долларов, Ангола — 406 млн долларов, Гайана — 315 млн долларов, Индонезия — 225 млн долларов, Сингапур — 216 млн долларов, Малайзия — 207 млн долларов, Индия — 110 млн долларов, Тринидад и Тобаго — 78 млн долларов, Израиль — 27 млн долларов.